# Parc d'État d'Oswald West
Le parc d'État d'Oswald West (Oswald West State Park) est un parc d'État situé sur la côte de l'Oregon, à proximité de la ville de Cannon Beach, au nord-ouest des États-Unis. Elle protèges des plages sauvages.